# Sacaba
Sacaba är huvudstaden i den bolivianska provinsen Chapare och är den tredje största staden i departementet Cochabamba.